# حصن الصخرة (الجزائر)

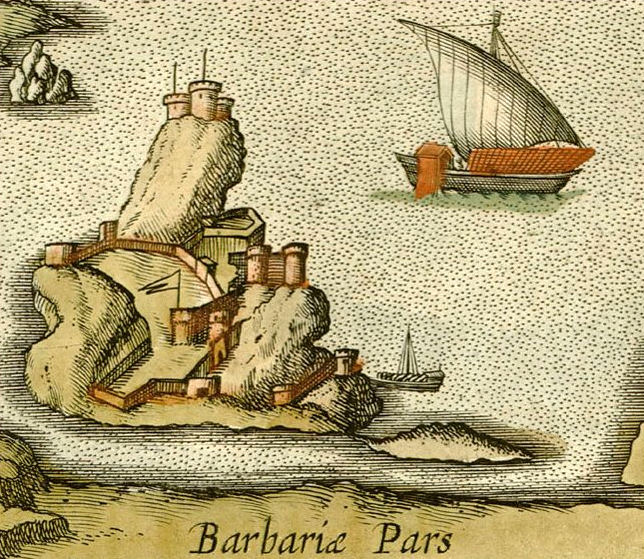
حصن البنيون (Penon)

حصن الصخرة، وهي قلعة تقع على أرض صخرية في عرض البحر المتوسط أقامها الإسبان على مسافة ثلاثمائة متر من مرسى مدينة الجزائر.